# Basketball Bundesliga de 1986–87
A Temporada 1986–87 da Basketball Bundesliga foi a 21.ª edição da principal competição de basquetebol masculino na Alemanha. A equipe do Saturn Köln conquistou seu terceiro título nacional.

## Equipes participantes
| Clube                     | Localização  |
| ------------------------- | ------------ |
| BG Steiner-Optik Bayreuth | Bayreuth     |
| TSV Bayer 04 Leverkusen   | Leverkusen   |
| 1. FC Bamberg             | Bamberga     |
| Saturn Köln               | Colônia      |
| SSV Hagen                 | Hagen        |
| ASC 46 Göttingen          | Gotinga      |
| SpVgg 07 Ludwigsburg      | Ludwigsburgo |
| DTV Charlottenburg        | Berlim       |
| BC Giants Osnabrück       | Osnabruque   |
| MTV 1846 Giessen          | Giessen      |
| TV 1962 Langen            | Langen       |

## Classificação Fase Regular

### Temporada Regular
| Pos. | Clube                     | V  | D  | Pts      | Classificação |
| ---- | ------------------------- | -- | -- | -------- | ------------- |
| 1    | TSV Bayer 04 Leverkusen   | 18 | 2  | 36:4     | Playoffs      |
| 2    | BSC Saturn Köln           | 17 | 3  | 34:6     | Playoffs      |
| 3    | BG Steiner-Optik Bayreuth | 15 | 5  | 30:10:00 | Playoffs      |
| 4    | 1. FC Bamberg             | 13 | 7  | 26:14:00 | Playoffs      |
| 5    | DTV Charlottenburg        | 11 | 14 | 22:18:00 | Playoffs      |
| 6    | MTV 1846 Giessen          | 10 | 10 | 20:20:00 | Playoffs      |
| 7    | SSV Hagen                 | 8  | 12 | 16:24:00 | Playoffs      |
| 8    | ASC 46 Göttingen          | 8  | 12 | 16:24:00 | Playoffs      |
| 9    | SpVgg 07 Ludwigsburg      | 5  | 15 | 10:30:00 | Playouts      |
| 10   | TV Langen                 | 3  | 17 | 06:34    |               |
| 11   | BC Giants Osnabrück       | 2  | 18 | 04:36    |               |

### Playoffs
|  | Quartas-de-final | Quartas-de-final          | Quartas-de-final |                 |               | Semi-finais             | Semi-finais                  | Semi-finais                  |                              |  | Disputa da medalha de ouro | Disputa da medalha de ouro | Disputa da medalha de ouro |
|  |                  |                           |                  |                 |               |                         |                              |                              |                              |  |                            |                            |                            |
|  | 1                | TSV Bayer 04 Leverkusen   | 2                |                 |               |                         |                              |                              |                              |  |                            |                            |                            |
|  | 8                | ASC 46 Göttingen          | 0                |                 |               |                         |                              |                              |                              |  |                            |                            |                            |
|  | 8                | ASC 46 Göttingen          | 0                |                 | 1             | TSV Bayer 04 Leverkusen | 2                            |                              |                              |  |                            |                            |                            |
|  |                  |                           |                  |                 | 1             | TSV Bayer 04 Leverkusen | 2                            |                              |                              |  |                            |                            |                            |
|  |                  | 4                         | 1. FC Bamberg    | 1               |               |                         |                              |                              |                              |  |                            |                            |                            |
|  | 4                | 4                         | 1. FC Bamberg    | 1               | 1. FC Bamberg | 2                       |                              |                              |                              |  |                            |                            |                            |
|  | 4                |                           |                  |                 | 1. FC Bamberg | 2                       |                              |                              |                              |  |                            |                            |                            |
|  | 5                | DTV Charlottenburg        | 1                |                 |               |                         |                              |                              |                              |  |                            |                            |                            |
|  |                  |                           |                  |                 |               |                         |                              |                              |                              |  | 1                          | TSV Bayer 04 Leverkusen    | 0                          |
|  |                  |                           | 2                | BSC Saturn Köln | 2             |                         |                              |                              |                              |  |                            |                            |                            |
|  |                  | BSC Saturn Köln           |                  |                 |               |                         |                              |                              |                              |  |                            |                            |                            |
|  |                  |                           |                  |                 |               |                         |                              |                              |                              |  |                            |                            |                            |
|  |                  | 2                         | BSC Saturn Köln  | 2               |               |                         |                              |                              |                              |  |                            |                            |                            |
|  |                  |                           |                  | 2               |               |                         |                              |                              |                              |  |                            |                            |                            |
|  |                  | 6                         | MTV 1846 Giessen | 1               |               |                         | Disputa da medalha de bronze | Disputa da medalha de bronze | Disputa da medalha de bronze |  |                            |                            |                            |
|  | 3                | BG Steiner-Optik Bayreuth | 0                |                 |               |                         | 4                            | 1. FC Bamberg                | 1                            |  |                            |                            |                            |
|  | 6                | MTV 1846 Giessen          | 2                |                 |               |                         |                              |                              |                              |  | 6                          | MTV 1846 Giessen           | 1                          |

## Campeões da Basketball Bundesliga (BBL) 1986–87
| Campeões da BBL 1986–87 |
| ----------------------- |
| Saturn Köln 3.º título  |

## Clubes alemães em competições europeias
| Clube                   | Competição         | Resultado                                                               |
| ----------------------- | ------------------ | ----------------------------------------------------------------------- |
| TSV Bayer 04 Leverkusen | Copa dos Campeões  | Eliminado na Segunda Fase por Orthez (76-84;66-81                       |
| DTV Charlottenburg      | Copa Korać         | Eliminado na Primeira Fase por Uudenkaupungin Urheilijat (72-100;86-93) |
| Steiner Bayreuth        | FIBA Copa Europeia | Eliminado na Segunda Fase por Maes Pils (83-85;74-105)                  |